# Robert-Auguste Jaeger
Pour les articles homonymes, voir De Jager ou De Jaeger et Jaeger.
Robert-Auguste Jaeger, né le 3 juin 1896 à Paris et mort le 7 août 1983  à Cannes, est un peintre français.

## Biographie
Robert-Auguste Jaeger est le fils aîné d'un ébéniste d'art du faubourg Saint-Antoine à Paris.
Lors de réunions musicales, il rencontre Lili Boulanger et Yves Nat et deviendront inséparables jusqu'au départ de Jaeger pour le front. Au cours de sa scolarité, à Nice où il termine ses études après la mort de sa maman en 1912, il se lie avec le littérateur Francis Carco avec qui il restera ami toute sa vie.

### La Première Guerre mondiale
En 1914, Jaeger demande son engagement dans l'armée et est incorporé le 21 août au 4e régiment de zouaves, mais il contracte la fièvre typhoïde le 23 avril 1915. Guéri, il est affecté dans la marine, puis demande sa mutation dans l'armée de l'air. Il rejoint l'école de pilotage du Crotoy et effectue parallèlement des stages chez Latécoère. Il effectue des vols de reconnaissance sur un Nieuport, mais, le 22 juin 1916, son avion est mitraillé au large des côtes du Crotoy, en Baie de Somme. Le moteur de son avion en feu, il s'éjecte et est repêché inconscient quelques heures plus tard. Grièvement blessé il est soigné à Bourges avant d'être transféré à l'hôpital de la Salpêtrière à Paris où, paraplégique, il reste deux années. Grâce à des dispositions exceptionnelles prises en faveur des grands blessés, Robert-Auguste Jaeger étudie l'architecture et la décoration et obtient un diplôme d'architecture, ainsi qu'un certificat en décoration. En 1918, il apprend la fabrication des vitraux à l'abbaye de La Trappe à Soligny-la-Trappe dans l'Orne.

### L'entre-deux-guerres
Le peintre est reçu à la Villa Médicis à Rome et se lie d'une grande amitié avec l'architecte Jacques Carlu et les sculpteurs Raymond Delamarre et Carlo Sarrabezolles, tous trois Prix de Rome. Il est l'élève de François Flameng, puis de Raoul Dufy et, à partir de 1924, d'Othon Friesz.

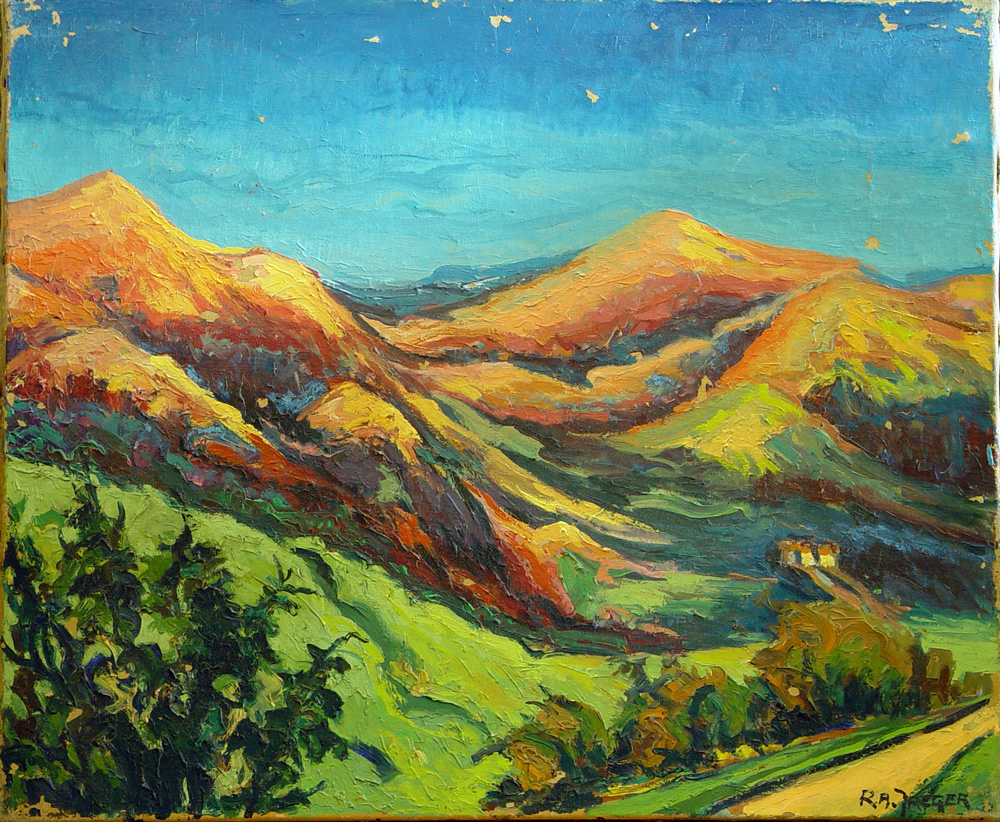
Robert-Auguste Jaeger Or-et-Mauve-Lamalou-1951

Tout comme ces maîtres apparentés au fauvisme, il aime le contact avec la nature et désire être un disciple des peintres impressionnistes.
Robert-Auguste Jaeger obtient son premier prix avec Cluny en 1922. Malgré son très gros handicap physique, passionné par l'art, il ne cesse d'enrichir sa culture picturale en analysant le travail des peintres de l'époque, en visitant musées et galeries d'art et en échangeant des idées avec ses amis peintres. Sa vie d'alors se partage entre les voyages, sa collaboration avec les décorateurs Briant et Robert, puis Paul Charles Sormani qui lui offre une place de décorateur grâce à ses études entreprises à l'hôpital.
Musicien accompli, il décide d'étudier le bel canto, il veut comprendre le fil conducteur du "chant avec la Peinture". Il travaille avec Fiodor Ivanovitch Chaliapine, puis Murator. Ces années seront la grande époque du ténor. Il signe son entrée à l'opéra de Bordeaux et de Paris le 19 juin 1930. Il aura pour ami Georges Thill.

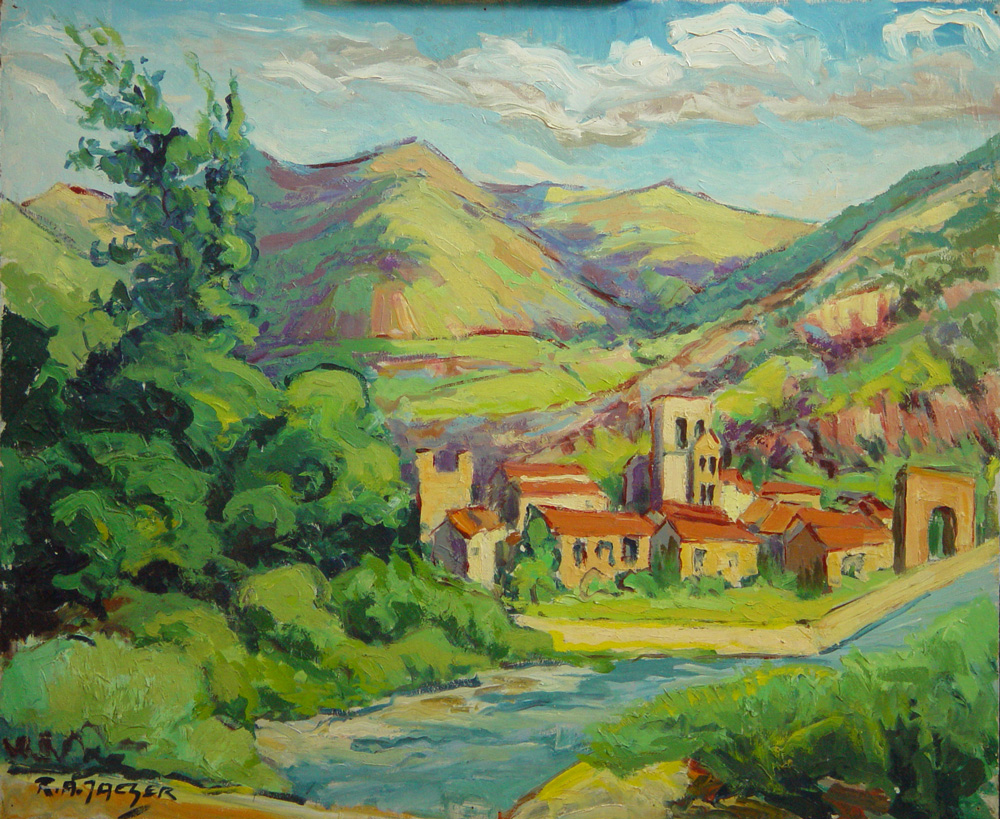
Robert-Auguste Jaeger Villemagne-1984

Il assume avec passion le travail de sa voix, l'étude des partitions, les répétitions, les concerts, les déplacements, etc. mais ne peut plus accorder de temps à la peinture. C'est alors qu'il décroche une tournée en Amérique du Sud, mais comprenant que le chant ne lui apportera pas l'épanouissement qu'il recherche, il la refuse. Il se confie à son ami André Citroën qui est un grand admirateur de son travail. Il veut lui offrir plus de temps libre pour peindre et lui propose de superviser la direction de son magasin des ventes Citroën place de l'Opéra à Paris. Grâce à ce nouvel emploi, il voyage beaucoup et en profite pour peindre surtout lors de ses déplacements dès qu'il en a le temps : l'Italie, l'Espagne, l'Algérie, l'Égypte, la Hongrie, le Portugal, mais surtout en France : l'Île-de-France, la Provence, les Cévennes, la Bretagne. En 1931, il rencontre sa femme, née Delort-de Puymalie en 1901, une modiste et créatrice de mode. Ils se marient en 1932 et auront deux filles, Anne-Marie (née à Paris en 1933) et Agnès (née à Paris en 1936). Il fait alors de nombreuses expositions.

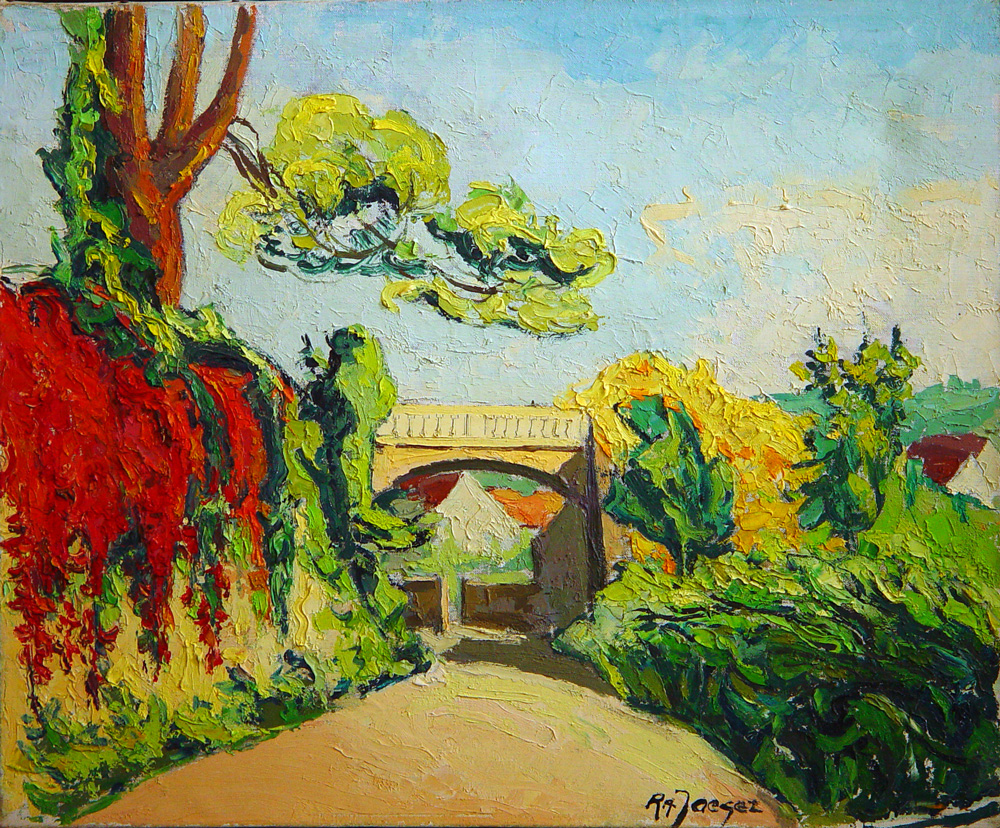
Robert-Auguste Jaeger Auvers-1959

En 1937, le couple achète une maison à la campagne à Parmain à quarante kilomètres au nord de Paris, "AMAÏKI" près de la maison de Carco La Planque à L'Isle-Adam, les deux amis sont très heureux de se retrouver loin du bruit de Paris.
Il décide de concrétiser une vieille idée "réunir l'Art" sous toutes ses formes et de le transporter en Europe dans un train...
Cette idée est honorée et encouragée par le prince Louis II de Monaco et une multitude de hautes personnalités. Elle voit le jour en 1938. Il vit de sa peinture et de son enseignement à l'École supérieure des arts appliqués.

### La Deuxième Guerre mondiale
En 1940, il répond à l'appel du 18 juin du Général de Gaulle, et entre dans la Résistance. Il est affecté de voir son ami Carco quitter L'Isle-Adam. Profitant de sa couverture de conférencier d'histoire de l'art, il fait de nombreuses conférences, particulièrement à Moulins (Allier), et a de ce fait un très bon alibi pour les nombreux déplacements qu'il doit faire pour passer les messages qui lui sont confiés par son réseau, Vengeance, afin qu'ils soient remis aux Résistants en zone libre.
Un jour, arrêté dans un train qui doit le conduire à Moulins, il obtient l'autorisation de fumer de la part des officiers allemands qui s'étaient placés à ses côtés. Il utilise une feuille de papier zigzag, là où est écrit à l'encre sympathique le message qu'il devait délivrer aux FFI. Pour ne pas éveiller des soupçons chez les collaborateurs, il participe le plus possible aux manifestations artistiques, continue ses conférences, expose dans les salons et galeries, même s'il n'assiste pas aux vernissages. Et pourtant, il est plusieurs fois dénoncé et subit à Moulins de terribles traitements par l'ennemi. Il échappe par miracle à la peine capitale.

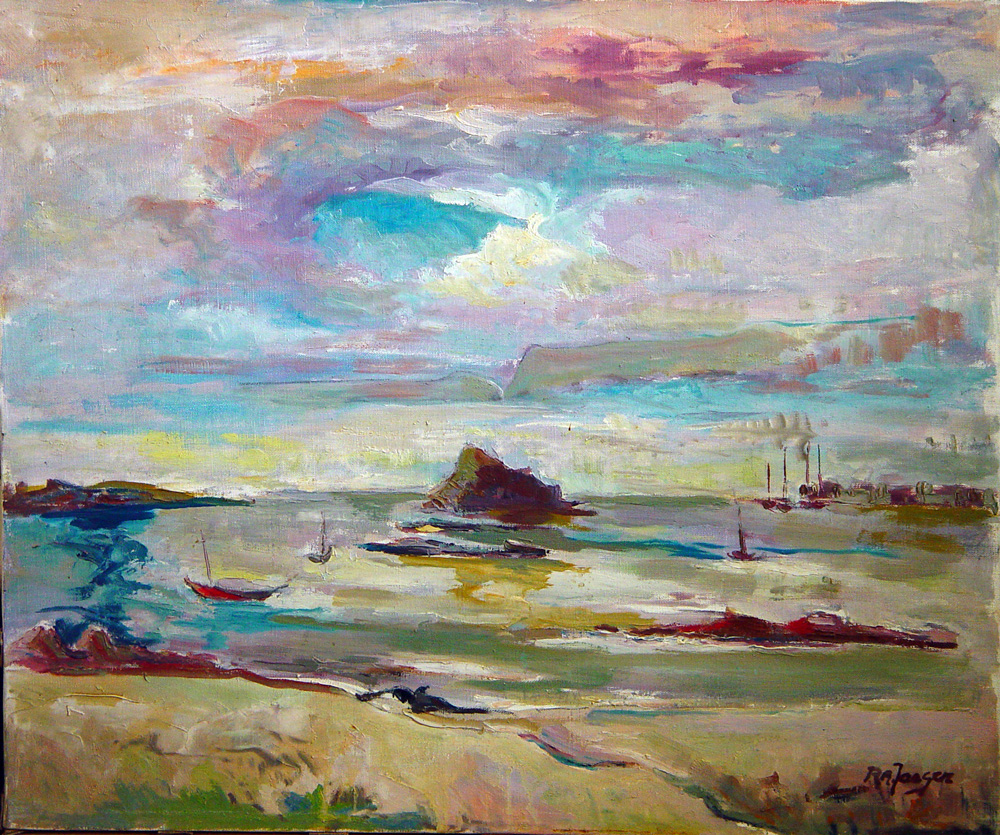
Robert-Auguste Jaeger Le-pelican

En 1944, il ébauche un autoportrait auquel il ajoute une explication : « Cette ébauche a été exécutée à la hâte, en avril 1944, juste avant mon départ pour une mission dangereuse dont je ne pense pas revenir, le sabotage de voies ferrées à Auvers-sur-Oise ». Il reste très actif pour son réseau jusqu'à la libération de Paris et est reconnu par ses chefs comme un précieux collaborateur. Il reçoit plusieurs décorations à la fin de la guerre.

### De 1945 à sa mort
Au sortir de la guerre, décoré, mais bien fatigué, il part avec Othon Friesz pour Saint-Paul-de-Vence chez Paul Roux à la Colombe d'Or et se remet à la peinture avec bonheur.
En avril 1946, il reçoit sa consécration de peintre : il expose à la Galerie Pétridès, Faubourg Saint-Honoré à Paris. Francis Carco écrit la présentation de l'exposition tenue du 5 au 20 avril. Il peint beaucoup, obtient de nombreuses récompenses et bénéficie d'achats d'État. Il crée des associations afin de se retrouver et d'aider ses amis artistes à se faire connaître. En 1952, il expose chez Roméo et Juliette à Paris avec Kvapil, avec qui il partageait une très grande amitié. Il programme des expositions qui réuniront beaucoup d'artistes, principalement sculpteurs et peintres, comme en 1955 celle au Palais de Tokyo où furent réunis soixante peintres et quarante sculpteurs, l'Art libre, puis met sur pied les Amis de Daumier et les Artistes contemporains.
En 1954, il a le chagrin de perdre sa femme, et, affecté par cette disparition, il s'isole complètement et se replie dans son art. Il honorera les nombreuses expositions prévues depuis longtemps, comme l'exposition au Cercle Volney à Paris en 1956. Mais, souffrant terriblement de ses blessures de guerre, il ne veut plus se plier aux exigences de toutes ces manifestations qui l'ennuient, telles que vernissages ou réceptions. Il se retire dans sa maison de Parmain, où il organise sa vie, rencontre ses amis les plus chers, Delamarre — qui fera son buste —, Sarrabezolles et bien d'autres encore.

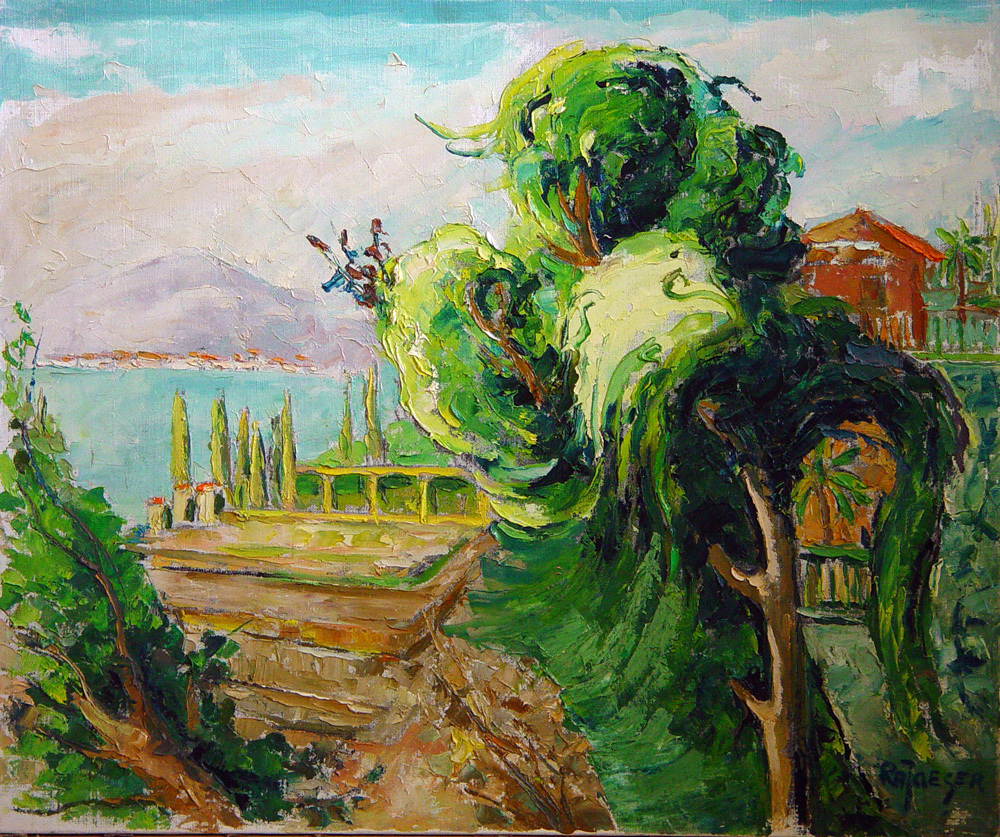
Robert-Auguste Jaeger La-croix-des-gardes-15F

Le 14 octobre 1962, la Société d'encouragement au progrès — fondée en 1908 et reconnue d'utilité publique — lui remet la médaille d'honneur "Argent" et, le 24 avril 1966, la médaille d'honneur "Vermeil". Malgré les souffrances résultant de ses blessures de guerre, il continue de peindre trois à quatre mois par an avec de plus en plus d'enthousiasme et bonheur et "va sur le motif" principalement en Bretagne, Aude, Cévennes, Provence ou Côte d'Azur. Il termine ensuite ses toiles en atelier.

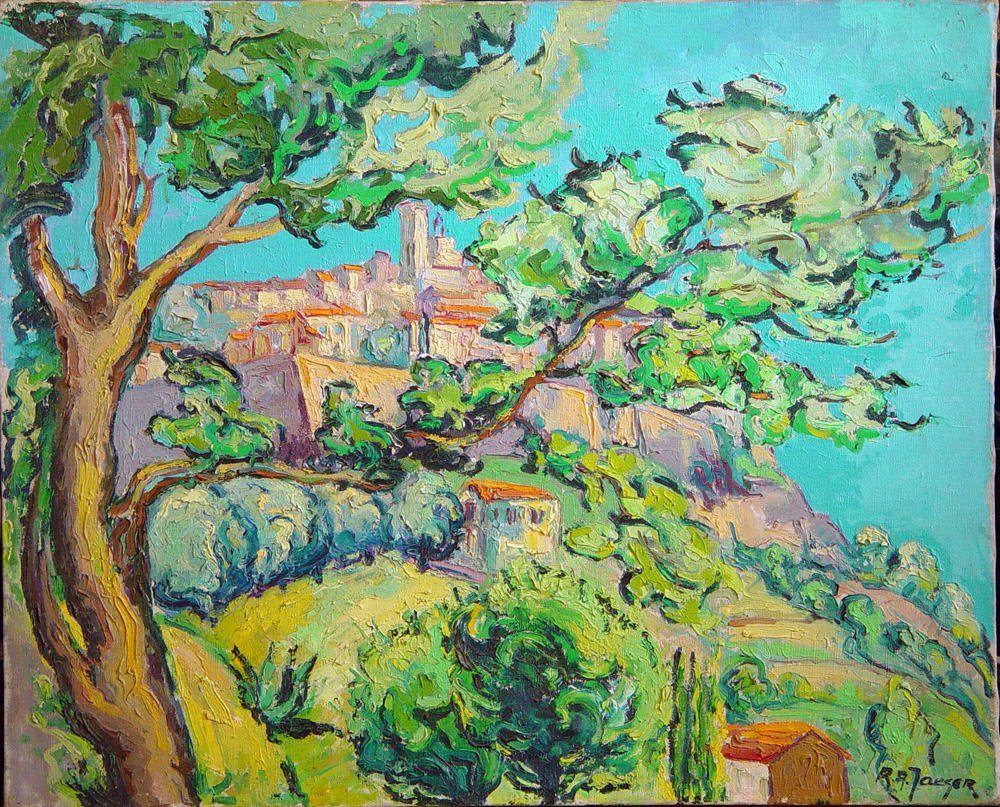
Robert-Auguste Jaeger Saint-Paul-de-Vence 1958

Afin de demeurer à proximité de sa fille et de ses petits-enfants, il déménage à Cannes à la fin de l'année 1982. Le 7 août 1983, à l'âge de 87 ans, il meurt au Palais Beau Site à Cannes. Il repose au vieux cimetière de cette ville.

## Hommages et récompenses

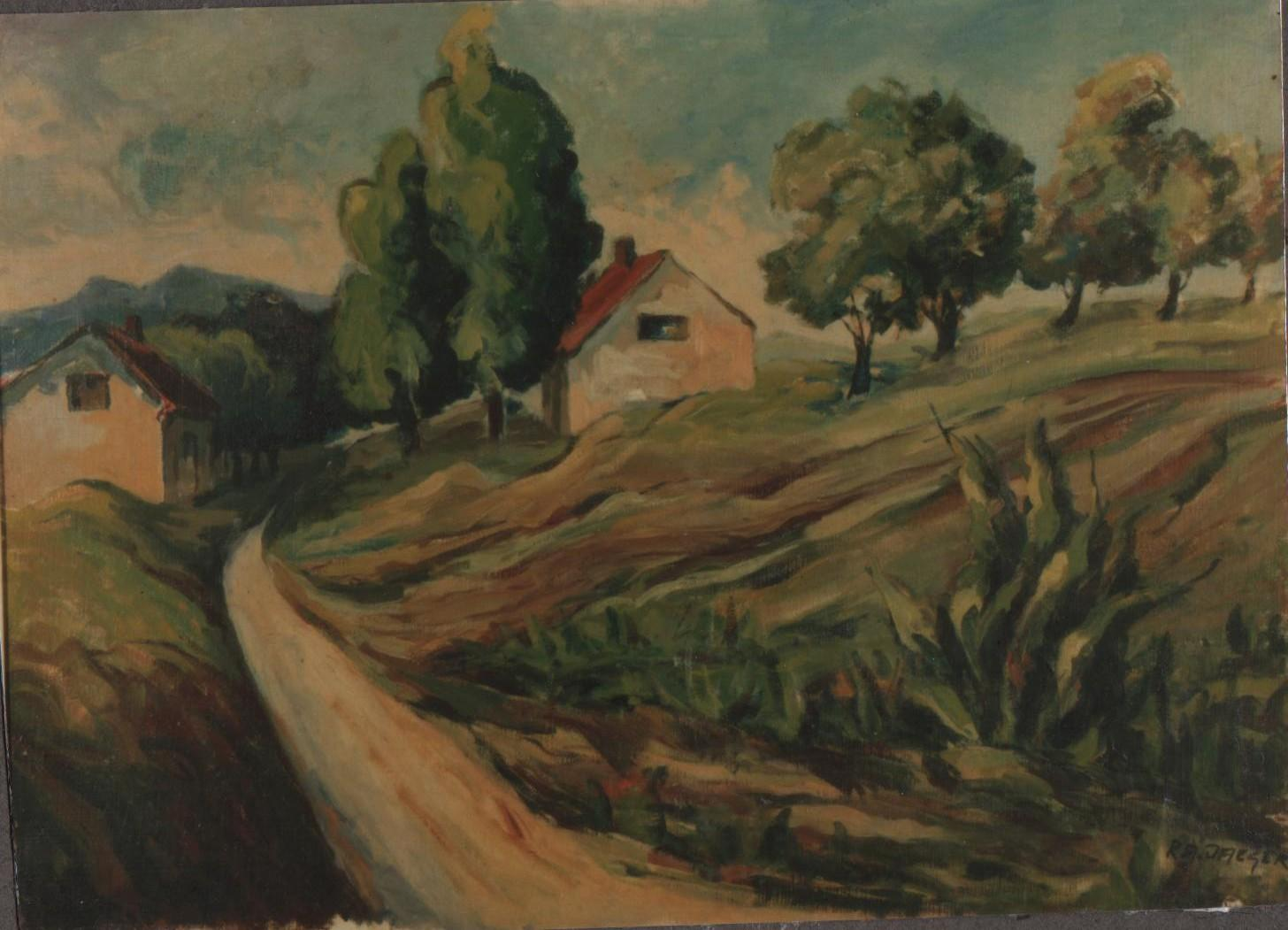
Paysage des Cévennes

- 1935 : Officier d'Académie (du Ministère de l'Éducation nationale)
- Hommage Services Rendus 14-18
- Attestation Faits de Résistance 1944
- Croix Combattant Volontaire 1939-1945
- 1962 : Médaille d'honneur Argent
- 1966 : Médaille d'honneur Vermeil

## Expositions
- 1925 : Expositions à Madrid, Genève, Lausanne et dans plusieurs galeries en Belgique
- 1929 : Exposition à la Galerie Tempo à Paris
- 1934 : Exposition à Gruyère (Suisse)
- 1935 : Exposition à Lausanne (Suisse)
- 1934-1937 : Expositions dans plusieurs galeries de Paris
- 1937 : Exposition internationale (avec Raoul Dufy)

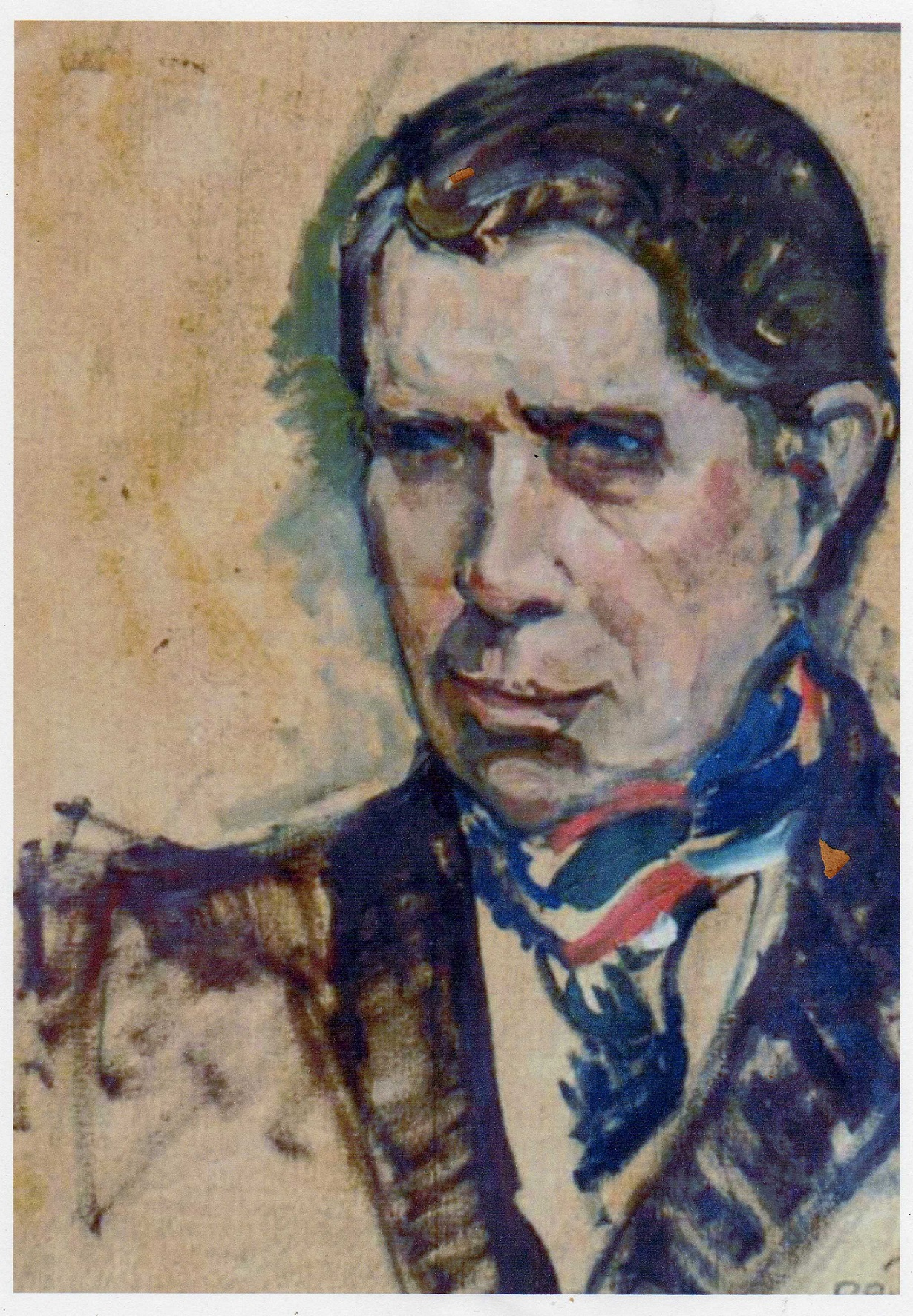
« Pour ma chère femme, cette ébauche de portrait a été exécutée juste avant mon départ pour une mission dont je ne pensais pas revenir en avril 1944 : sabotage de voies ferrées à Auvers-sur-Oise ».

- 1942 : Salon des Tuileries à Paris
- 1943 : Salon de l'Hôtel de Paris à Moulins
- 1943 : Salon des Tuileries à Paris
- 1944 : Galerie d'Art La Maîtrise à Paris
- 1944 : Salon d'automne, Paris
- 1944 : Galerie Louis Carré (Avenue de Messine Paris VIII)
- 1944-1945 : Salon des Tuileries (avec achat de l'État)
- 1945 : Salon d'automne (avec achat de l'État)
- 1945 : Galerie Masséna à Nice
- 1946 : Société des Artistes indépendants
- 1946 : XXIIIe Salon des Tuileries
- 1946 : Galerie Pétrides à Paris (du 5 au 20 avril)
- 1946 : Société des artistes indépendants
- 1952 : Galerie Roméo et Juliette, Paris
- 1955 : Musée d'art moderne de la ville de Paris
- 1956 : Cercle Volney à Paris
- 1960 : XIe Salon de l'Art, L'Isle-Adam
- 1967 : Salon des Beaux-Arts, Beaumont-sur-Oise
- 1988 : XXXIIIe Salon des Beaux-Arts : Hommage au peintre Jaeger